# Biểu tình khỏa thân
Biểu tình khỏa thân (Nudity and protest) là hoạt động biểu tình mà người đi biểu tình cố ý cởi bỏ quần áo để gây sự chú ý cho đám đông và các phương tiện truyền thông. Khỏa thân đôi khi được sử dụng như một chiến thuật trong một cuộc biểu tình để thu hút sự chú ý của giới truyền thông và công chúng vào một mục đích nào đó, và đôi khi bản thân việc quảng bá ảnh khoả thân nơi công cộng lại là mục tiêu của một cuộc biểu tình khỏa thân. Việc sử dụng chiến thuật này bắt nguồn từ những bức ảnh chụp các cuộc biểu tình khỏa thân của Svobodniki ở Canada được xuất bản vào năm 1903. Chiến thuật này đã được các nhóm khác sử dụng vào cuối thế kỷ này, đặc biệt là sau những năm 1960.

## Tổng quan

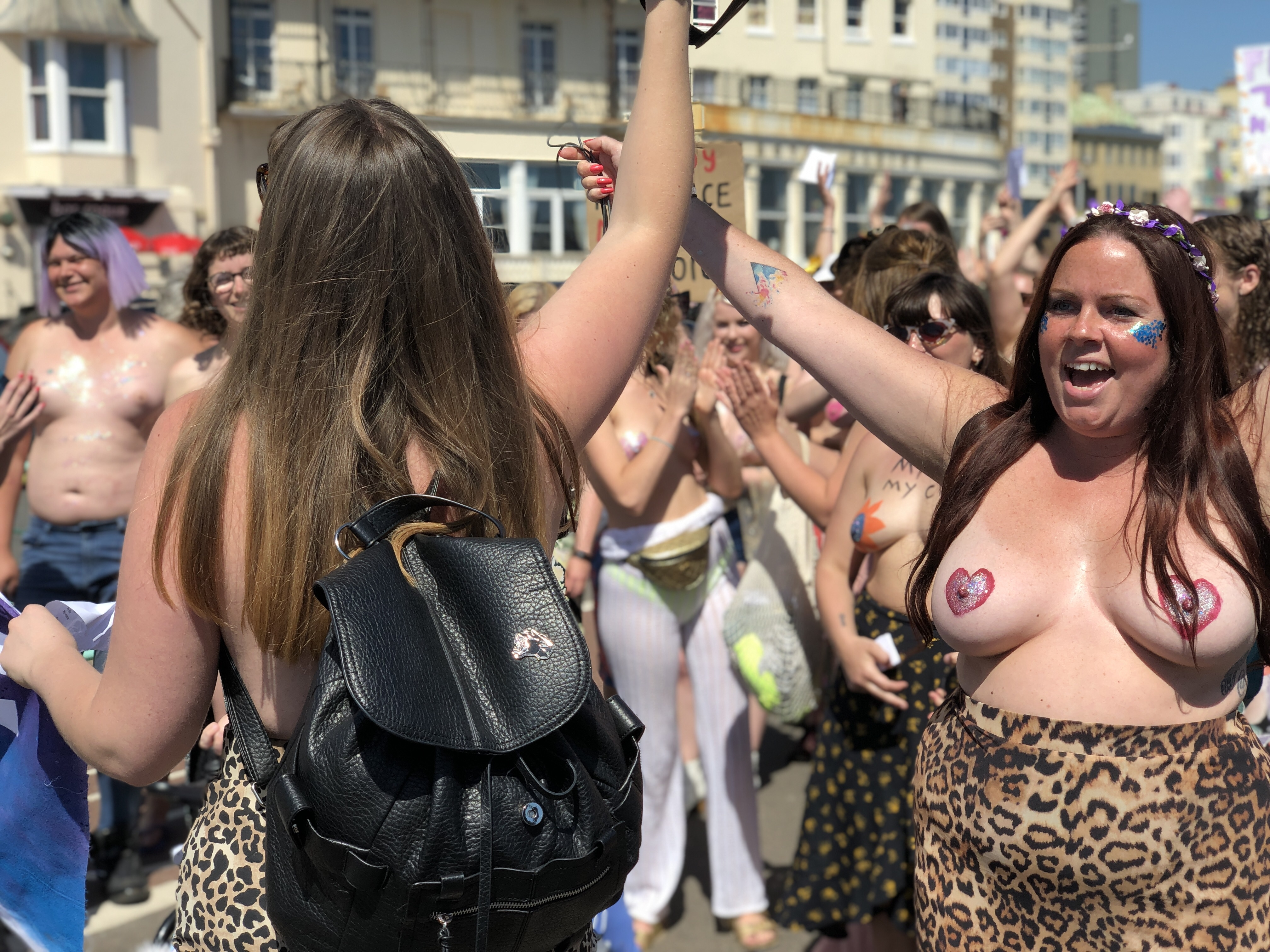
Một cuộc biểu tình khỏa thân năm 2019 ở Brighton

Giống như khỏa thân nơi công cộng nói chung, sự chấp nhận về văn hóa và pháp lý đối với việc khỏa thân như một chiến thuật phản đối cũng khác nhau trên khắp thế giới tùy theo từng nơi cụ thể. Một số người phản đối bất kỳ hình ảnh khỏa thân công khai nào cho rằng điều đó là không đứng đắn, đặc biệt là khi trẻ em có thể chứng kiến và tạo tâm lý không tốt, trong khi những người khác cho rằng đó là một hình thức biểu đạt hợp pháp được bảo vệ nhân danh quyền tự do ngôn luận. Một số quốc gia thì biểu tình khỏa thân thì không được xem là phơi bày khiếm nhã. Một số hoạt động khỏa thân không phải để thúc đẩy một nguyên nhân cụ thể, mà là để thúc đẩy chính việc khỏa thân nơi công cộng, hoặc để thay đổi nhận thức của cộng đồng về cơ thể người khỏa thân, hoặc như một biểu hiện của mong muốn cá nhân và cái tôi được khỏa thân nơi công cộng.
Ngay cả ở những nơi mà hình ảnh khỏa thân nơi công cộng được chấp nhận, người ta vẫn không ngờ rằng việc các nhà hoạt động sử dụng nó như một chiến thuật có chủ ý lại thường thành công trong việc thu hút sự chú ý của giới truyền thông để mang lại hiệu quả đáng kể. Ví dụ như trong một sự kiện diễn ra vào ngày 19 tháng 7 năm 2020, một phụ nữ trẻ chỉ đeo khẩu trang và đội mũ lưỡi trai sau này được cánh phóng viên mệnh danh là "Nữ thần Athena khỏa thân" đã đối đầu với cảnh sát ở Portland bang Oregon trong cuộc biểu tình của George Floyd. Bất chấp việc cảnh sát triển khai ném bóng hơi cay và xịt hơi cay, cô ấy đã tạo dáng cho cảnh sát trong vài phút trước khi họ rút lui. Những bức ảnh về hành động của cô ấy đã lan truyền khắp nơi tạo ra sự dậy sóng tiếp sức cho cuộc biểu tình rầm rộ.

## Chiến thuật

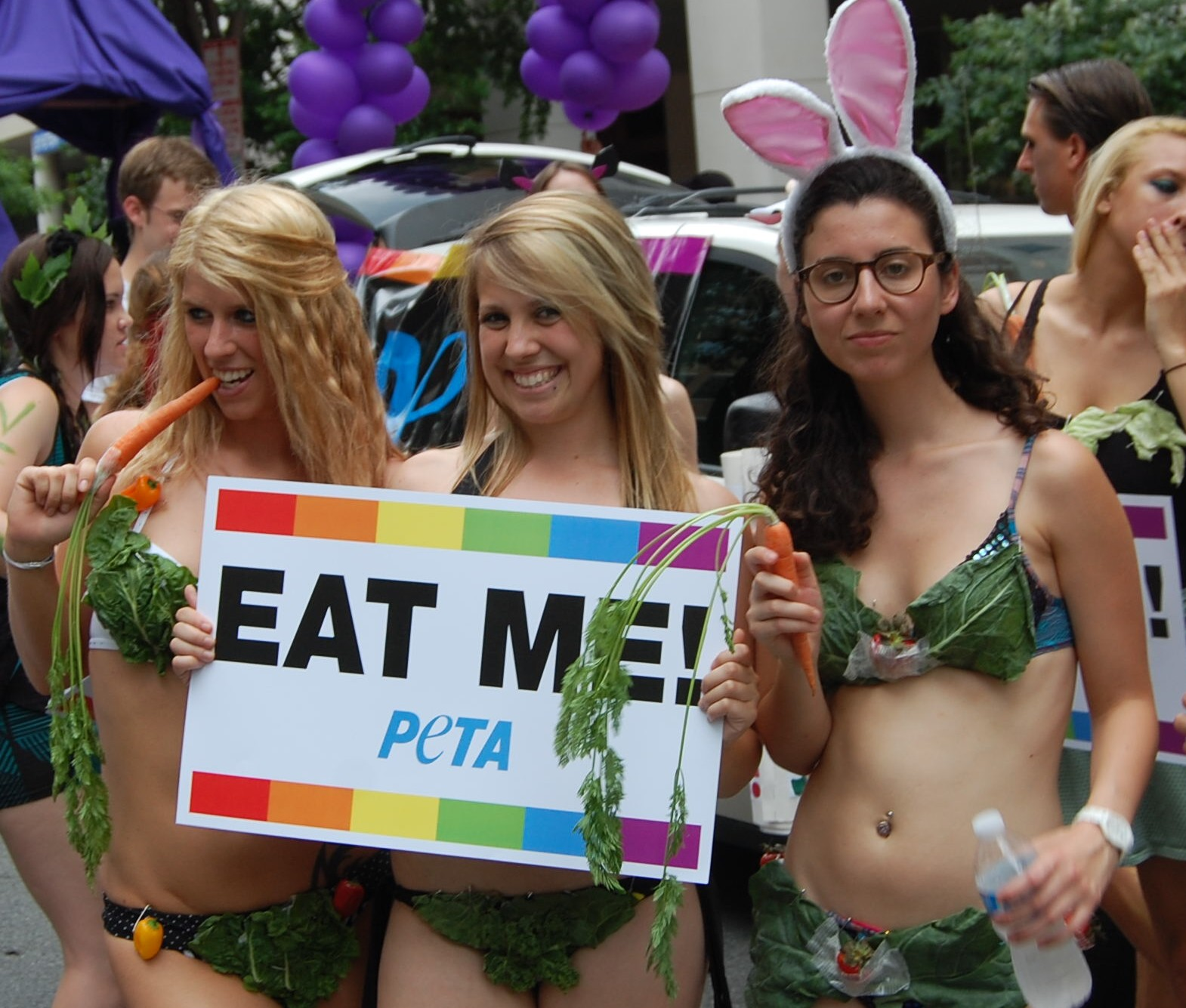
Tổ chức PETA đang biểu tình

Những tổ chức được biết đến là thường xuyên sử dụng chiến thuật biểu tình khỏa thân gồm có PETA (People for the Ethical Treatment of Animals/Những người tranh đấu cho sự đối xử có đạo đức với động vật) đã sử dụng chiêu trò khoả thân để thu hút sự chú ý đến chiến dịch chống sử dụng lông thú và chịu những lời chỉ trích từ các nhà nữ quyền về việc sử dụng các phụ nữ ăn mặc hở hang, lõa thể trong các chiến dịch chống lông thú và những việc khác. Người sáng lập Newkirk chủ trương rằng hấp dẫn tình dục là một thực tế của cuộc sống, và nếu nó có thể mang lại lợi ích cho các con vật, bà không cần phải xin lỗi cho việc sử dụng nó. Quan điểm của Newkirk là PETA có bổn phận phải làm "việc bẩn", đó là nghĩa vụ của họ và sẽ vô giá trị nếu chúng tôi chỉ lịch sự và không gây sóng gió gì hết
Tổ chức Femen (tiếng Ukraina: Фемен, được cách điệu thành FEMEN) Tổ chức này đã trở nên nổi tiếng thế giới vì đã tổ chức các cuộc biểu tình ngực trần gây tranh cãi chống du lịch tình dục, các tổ chức tôn giáo, chủ nghĩa phân biệt giới tính, đồng tính và các chủ đề về xã hội, quốc gia và quốc tế khác. Điểm đặc biệt của nhóm Femen là cởi trần tại những nơi công cộng, và vẽ lên thân mình những khẩu hiệu và đeo vòng hoa trên đầu. Loại hoạt động như vậy được nhóm Femen gọi là Sextremismus. Femen tự cho mình là phong trào phụ nữ toàn cầu mới. Femen giải thích phương pháp khiêu khích của họ cho đó là lối duy nhất để được nghe đến vì nếu họ chỉ phản đối bằng cách giăng biểu ngữ thôi thì không ai đếm xỉa đến những đòi hỏi của họ".

## Chú thích

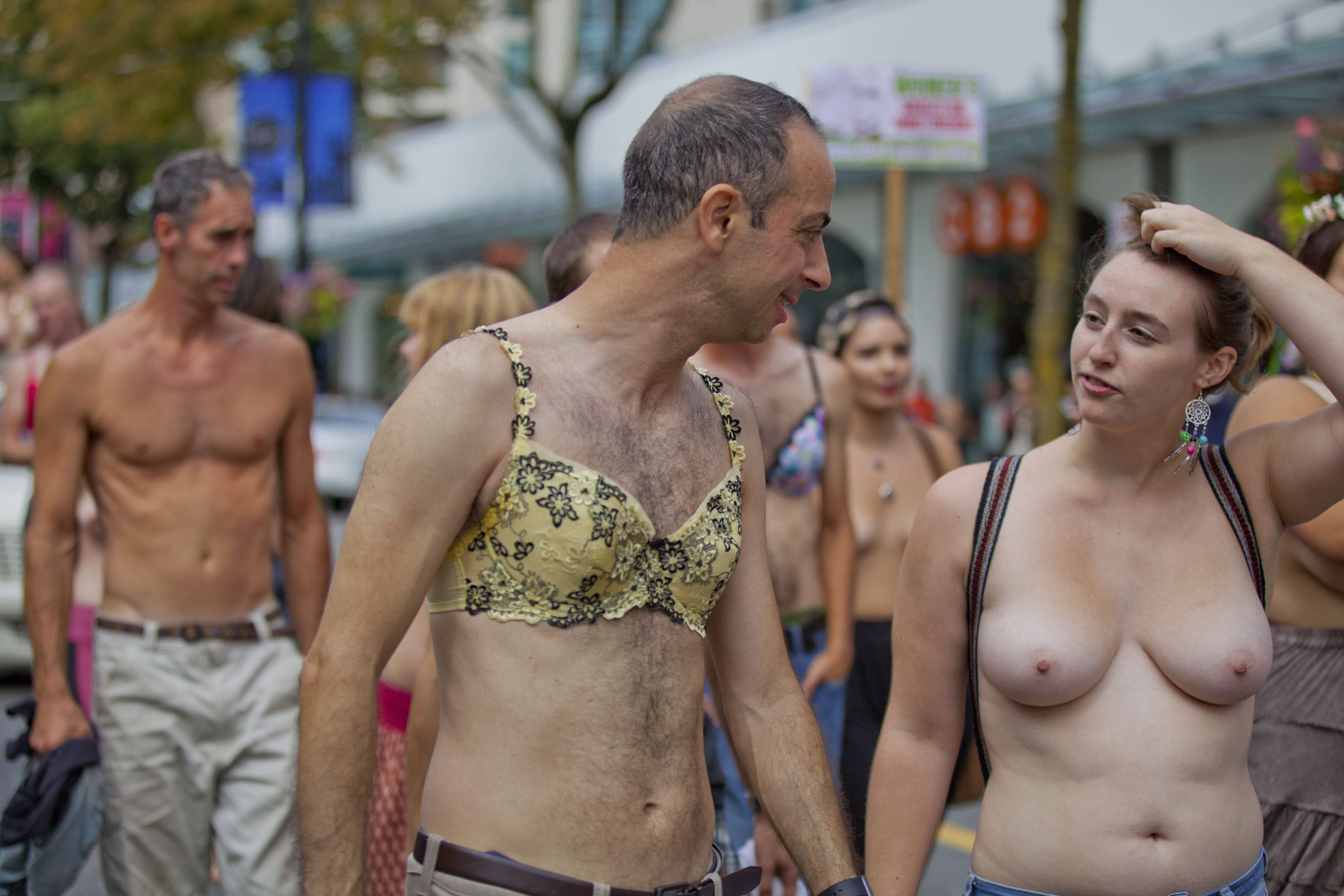
Tuần hành khỏa thân trong sự kiện GoTopless Day 2016